# سنان بن صيفي
سنان بن صيفي صحابي من الأنصار، شهد بيعة العقبة الثانية، وشهد بدرًا وأحدًا، وقتل في غزوة الخندق.

## سيرته
هو سِنَان بن صَيْفيّ بن صَخْر بن خَنْساءَ بن سِنَان بن عُبَيد بن عَدِيّ بن غَنْم بن كعب بن سَلمة الأَنصاري الخَزْرجي السَّلَمي، أمّه نائلة بنت قيس بن النعمان بن سنان من بني سلمة، لسنان بن صيفي من الولد مسعود وأمّه أمّ ولد، شهد بيعة العقبة الثانية مع السبعين من الأنصار، وشهد بدرًا وأحدًا، وقتل في غزوة الخندق سنة 5 هـ.